# Mogorić
Mogorić (serb. Могорић) – wieś w Chorwacji, w żupanii licko-seńskiej, w mieście Gospić. Leży w regionie Lika, 23 km na południowy wschód od Gospicia. W 2011 roku liczyła 110 mieszkańców.